# Station Cipeuyeum
Cipeuyeum is een spoorwegstation in de Indonesische provincie West-Java.

## Bestemmingen
- Kiansantang naar Station Kiaracondong en Station Cianjur